# Redacted
Redacted är en krigsfilm från 2007, skriven och regisserad av Brian De Palma. 

## Handling
Även om filmen sägs vara fiktiv, är underlaget baserat på en sann historia, där fem amerikanska soldater i Irak utsatte en 14-årig flicka för gruppvåldtäkt och mord, efter att först ha mördat hennes mamma, pappa samt hennes 5-åriga syster. Därefter sattes kropparna i brand, vilket fick grannar att rusa till brottsplatsen. Två yngre bröder till den våldtagna flickan var inte hemma, och överlevede attacken. Soldaterna hade i uppgift att bevaka en vägspärr utanför orten Mahmudiyah, och de mördade bodde ca 200 meter från vägspärren. Ytterligare en amerikansk soldat som tillhörde gruppen hade vägrat medverka i brotten. Han var till slut tvungen att berätta vad som egentligen hade hänt för en psykolog. Flickan hade setts av de uttråkade soldaterna när hon arbetade i familjens trädgård. Samtliga inblandade dömdes till stränga straff i USA, även den sjätte soldaten för att inte ha hindrat överfallen. 
Två soldater ur samma förband, och helt utan inblandning i våldtäkten och morden, kidnappades och halshöggs senare som hämnd för det inträffade. Mujaheddin tog på sig ansvaret och visade de döda soldaterna på en video. 

## Om filmen
Filmen spelades in i Jordanien 2007. Den hade premiär vid filmfestivalen i Venedig, där Brian De Palma belönades med Silverlejonet för bästa regi.

## Rollista i urval
- Patrick Carroll - Reno Flake
- Rob Devaney - Lawyer McCoy
- Izzy Diaz - Angel Salazar
- Mike Figueroa - sergeant Jim Vazquez
- Ty Jones - fanjunkare Sweet